# Rajon Winnyzja
Der Rajon Winnyzja (ukrainisch Вінницький район Winnyzkyj rajon) ist eine Verwaltungseinheit im Zentrum der Ukraine und gehört zur Oblast Winnyzja.

## Geschichte
Der Rajon entstand im Januar 1923, seit 1991 ist er Teil der heutigen Ukraine.
Am 17. Juli 2020 kam es im Zuge einer großen Rajonsreform zur Auflösung des alten Rajons und einer Neugründung unter Vergrößerung des Rajonsgebietes um die Rajone Lypowez, Oratiw, Pohrebyschtsche und Tywriw, Teilen der Rajone Illinzi, Lityn, Nemyriw und Schmerynka sowie der bis dahin unter Oblastverwaltung stehenden Stadt Winnyzja.

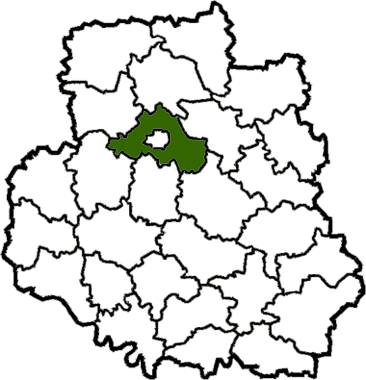
Rajon Winnyzja bis Juli 2020
Rajonsgebiet ab Juli 2020

## Geographie
Der Rajon liegt zentral in der Oblast Winnyzja. Er grenzt im Norden an den Rajon Chmilnyk und an den Rajon Berdytschiw (Oblast Schytomyr), im Osten an den Rajon Uman, im Süden an den Rajon Tultschyn und an den Rajon Hajssyn, im Südwesten an den Rajon Schmerynka sowie im Westen an den Rajon Chmelnyzkyj (in der Oblast Chmelnyzkyj gelegen).

## Administrative Gliederung
Auf kommunaler Ebene ist der Rajon in 16 Hromadas (6 Stadtgemeinden, 7 Siedlungsgemeinden und 3 Landgemeinden) unterteilt, denen jeweils einzelne Ortschaften untergeordnet sind.
Zum Verwaltungsgebiet gehören:
- 6 Städte
- 8 Siedlung städtischen Typs
- 377 Dörfer
- 19 Ansiedlungen

Die Hromadas sind im Einzelnen:
- Stadtgemeinde Winnyzja
- Stadtgemeinde Hniwan
- Stadtgemeinde Illinzi
- Stadtgemeinde Lypowez
- Stadtgemeinde Nemyriw
- Stadtgemeinde Pohrebyschtsche
- Siedlungsgemeinde Lityn
- Siedlungsgemeinde Oratiw
- Siedlungsgemeinde Stryschawka
- Siedlungsgemeinde Sutysky
- Siedlungsgemeinde Turbiw
- Siedlungsgemeinde Tywriw
- Siedlungsgemeinde Woronowyzja
- Landgemeinde Ahronomitschne
- Landgemeinde Jakuschynzi
- Landgemeinde Luka-Meleschkiwska

## Verkehr
Der Rajon Winnyzja wird von Eisenbahnstrecken und Fernstraßen durchquert. Das wichtigste Verkehrszentrum ist die Stadt Winnyzja, durch die Straßen in Richtung Schytomyr, Lwiw und Dnipro verlaufen. Außerdem führt die Europastraße 583 bei Hajssyn durch das Gebiet.